# 张维伟
张维伟（1992年2月—），安徽合肥人，国家优秀青年基金获得者，华东理工大学教授。

## 生平
2013年本科毕业于安徽师范大学应用化学专业，同年考取华东理工大学研究生，于2018年获博士学位，师从朱为宏院士。2016年至2017年在洛桑联邦理工学院联合培养学习。2018年至2022年，先后在华东理工大学和利物浦大学做博士后研究。2022年入职华东理工大学，现任华东理工大学应用化学系教授、博士生导师。

## 学术贡献
主要从事光化学反应工程研究。相关成果发表在Nature、Nat. Commun.、J. Am. Chem. Soc.、Angew. Chem. Int. Ed.、Adv. Mater.等杂志。其做为第一作者在Nature上发表的论文是华东理工大学首次以第一通讯单位在Nature期刊上发表的论文。先后入选上海市“浦江人才”、上海市“晨光计划”、上海市“海外高层次人才引进计划”、中国科协“青年人才托举工程”等人才计划，2024年获国家优秀青年基金资助。